# Манкент (село)
Манкент (каз. Манкент) — село в Сайрамском районе Туркестанской области Казахстана. Административный центр Манкентского сельского округа. Код КАТО — 515267100.
Находится у восточной границы районного центра, села Аксукент. Входит в шымкентскую агломерацию.

## География
Манкент расположен в правом берегу реки Аксу. Имеется развитая сеть оросительных арыков (каналов). Большую часть территории занимают земли сельскохозяйственного назначения.

## Климат
Климат Манкента умеренно континентальный, но количество осадков, в сравнении с низменными полупустынными и пустынными областями выше. Морозы обычно весьма непродолжительны, но при прояснениях температура иногда снижается до минус 12 °C и ниже, летом температура нередко достигает 35-40 °C в тени. Минимальная температура минус 29,5 градусов (20 декабря 1930 года), максимальная + 44,5 градусов (30 июля 1983 года)
- Среднегодовая температура — +14,1 C°
- Среднегодовая скорость ветра — 1,7 м/с
- Среднегодовая влажность воздуха — 57 %

## История
История населённого пункта Манкент берет свое начало со времен расцвета Великого шелкового пути.
Караваны с торговцами, следовавшие из Китая на запад и обратно, временно останавливались на привал поблизости чистых родниковых вод, укутанных богатой растительностью. Здесь путники и их вьючные животные могли утолить жажду ключевой водой и набраться сил от отдыха в тени.
Со временем некоторые торговцы из Кашгара и других провинций западной части Китая, большая часть из Ферганской долины и другие, следовавшие по Великому шелковому пути, стали оседать на этой благоприятной местности. Склонные к земледелию, ранней весной начинали заниматься земледелием, а другие животноводством. Щедрая земля одаряла поселенцев, за их трудолюбие, богатым урожаем и хорошим приплодом, что стало с каждым разом привлекать больше людей к этому населённому пункту.
Манкент был перевалочным пунктом на пути следования к крупному средневековому торговому городу Сайрам (Испиджаб), который расположен в 10 км. Вокруг Исфиджаба было сконцентрировано множество городов и более мелких поселений, об этом писал в X веке аль-Истархи: «Его сооружения возведены из глины, базары полны фруктов, на них много ремесленной продукции и других полезных вещей. В окрестностях много городов и селений, в их числе Манкент, Джумишлагуд, Газгерт, Харлуг.». Вместе с близлежащими городами и поселениями Исфиджаб-Сайрам был самым густонаселённым районом региона.
В 1376—1512 годы был в составе империи Тимуридов. Затем завоеван Шейбани-ханом и до 1598 года входил в состав Бухарского ханства. С 1598 года по 1784 год переходил из рук в руки от узбекских ханств к Казахскому ханству. До 1809 года входил в состав Ташкентского государства. С 1809 года по 1876 год Манкент входил в состав Кокандского ханства. С 1876 года по 1917 год Манкент входил в состав Российской Империи. Манкент был занят русскими войсками при первом движении Черняева из Аулие-Ата в Чимкент. Отрядом, занявшим его, командовал Лерхе.
«Первая станция от Чимкента, Манкент, довольно большой город на арыках, проведенных от Аксу. Въехав на последнюю гору, вы видите его внизу, раскинутым верстах в трех от горы. От расположен на небольшом холме, который со всех сторон стесняется значительными возвышениями. Направо и налево бегут по скатам холма пашни и сады, огороженные глиняными валиками. Особенно красят Манкент сады. Грациозные высокие тополи поднимаются кверху от приземистой и густой зелени садов, давая всему пейзажу какой-то южный характер. Так художники рисуют виллы в Южной Италии и Сицилии. Спустившись с горы, вы въезжаете отвратительно-избитою дорогою в узкие улицы города.
В Манкенте двести пятьдесят девять домов. Жители имеют обильную и превосходную воду из арыков, проведенных с Аксу. Базар невелик, не более сорока лавок, из которых часть пустых. Почтосодержатель Манкента, уральский казак из татар, человек весьма порядочный. В его комнатах азиатский вкус помирился с европейским. В нанятой квартире приделаны два окна; комната опрятна и часть её занимается русскою печью. На полу ковер для сиденья, а около печки стол и два табурета. Тут же самовар и опрятный чайный прибор. На окнах занавеси из красного кумача.»
 — А. К. Гейнс. Дневник 1866 года. Путешествие в Туркестан.
С 1917 года по 1924 год находился в составе Туркестанской АССР. После проведения большевиками Национально-территориального размежевания в Средней Азии Манкент стал частью Киргизской АССР (с 1920 по 1925 годы), позднее переименованной в Казакскую ССР (с 1925 по 1936 годы). По результатам административной реформы 1936 года Казакская ССР была переименована в Казахскую ССР. После распада СССР правопреемником Казахской ССР стала Республика Казахстан.

## Население
В 1999 году население села составляло 19 137 человек (9622 мужчины и 9515 женщин). По данным переписи 2009 года, в селе проживало 25 058 человек (12 530 мужчин и 12 528 женщин).
Основное население составляют узбеки (более 88 % жителей). И Азербайджанцы 10% Также проживают казахи и др.

## Школы Манкента[9]
1. Общая средняя школа № 2 имени С.Рахимова
2. Общая средняя школа № 11 имени Манкент
3. Общая средняя школа Иброхим Ота (Ибрагим Ата)
4. Средняя школа № 27 Аккала
5. Общая средняя школа № 64 имени Ш. Рашидова
6. Начальная школа № 45 1 Мая
7. Школа-интернат № 6
8. Начальная школа Айнабулак
9. Начальная школа Йунарик (Жонарык)
10. Школа номер 47

## Транспорт
Ближайшая железнодорожная станция находится на расстоянии 3 км в посёлке городского типа Аксукент. Манкент расположен на расстоянии 21 км от города республиканского значения – Шымкент. Манкент с другими населёнными пунктами страны соединяют магистрали. Манкент расположен на расстоянии 1450 км от столицы Астана.

## Галерея

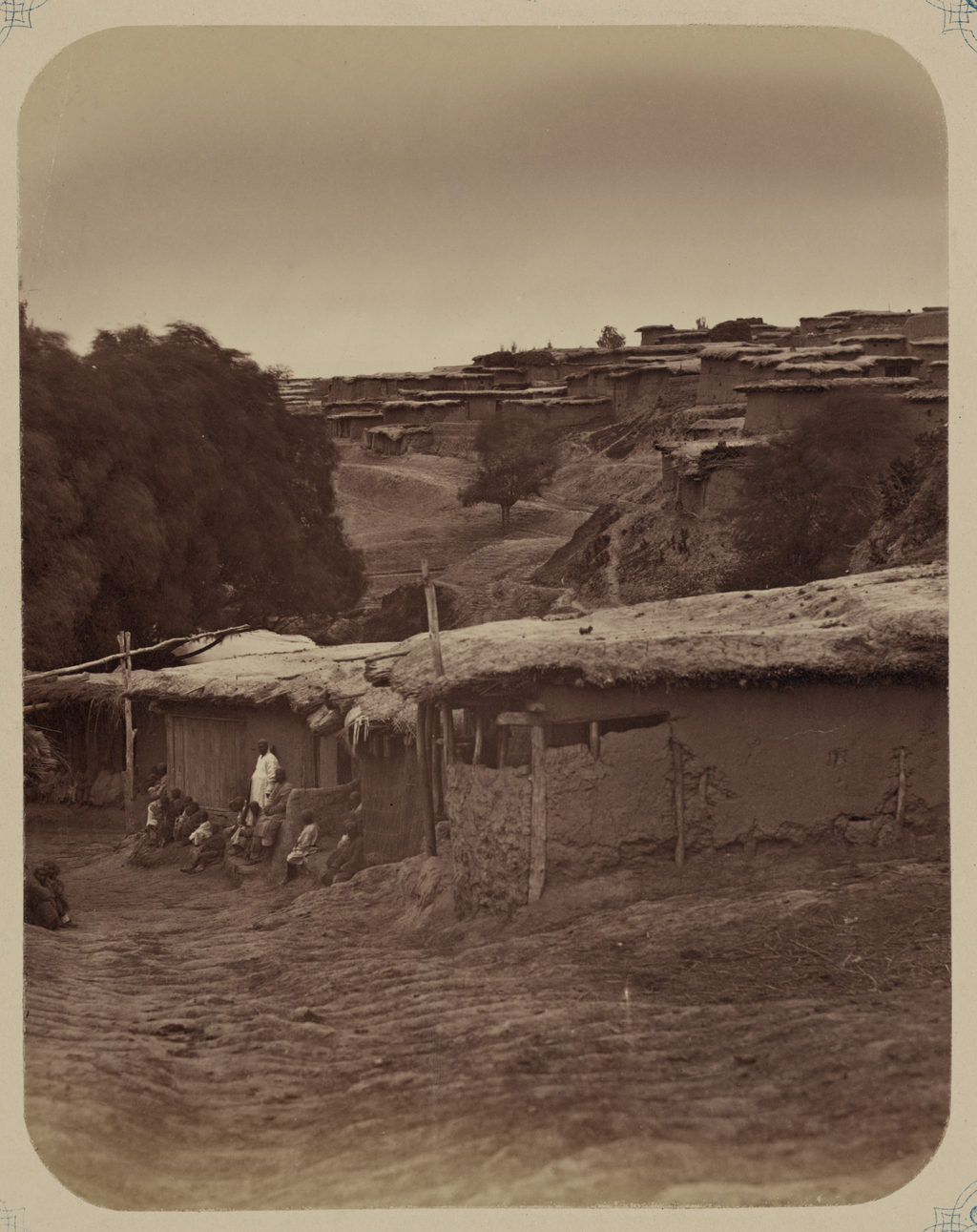
Сырдарьинская область. Базар-Баши в кишлаке Манкент
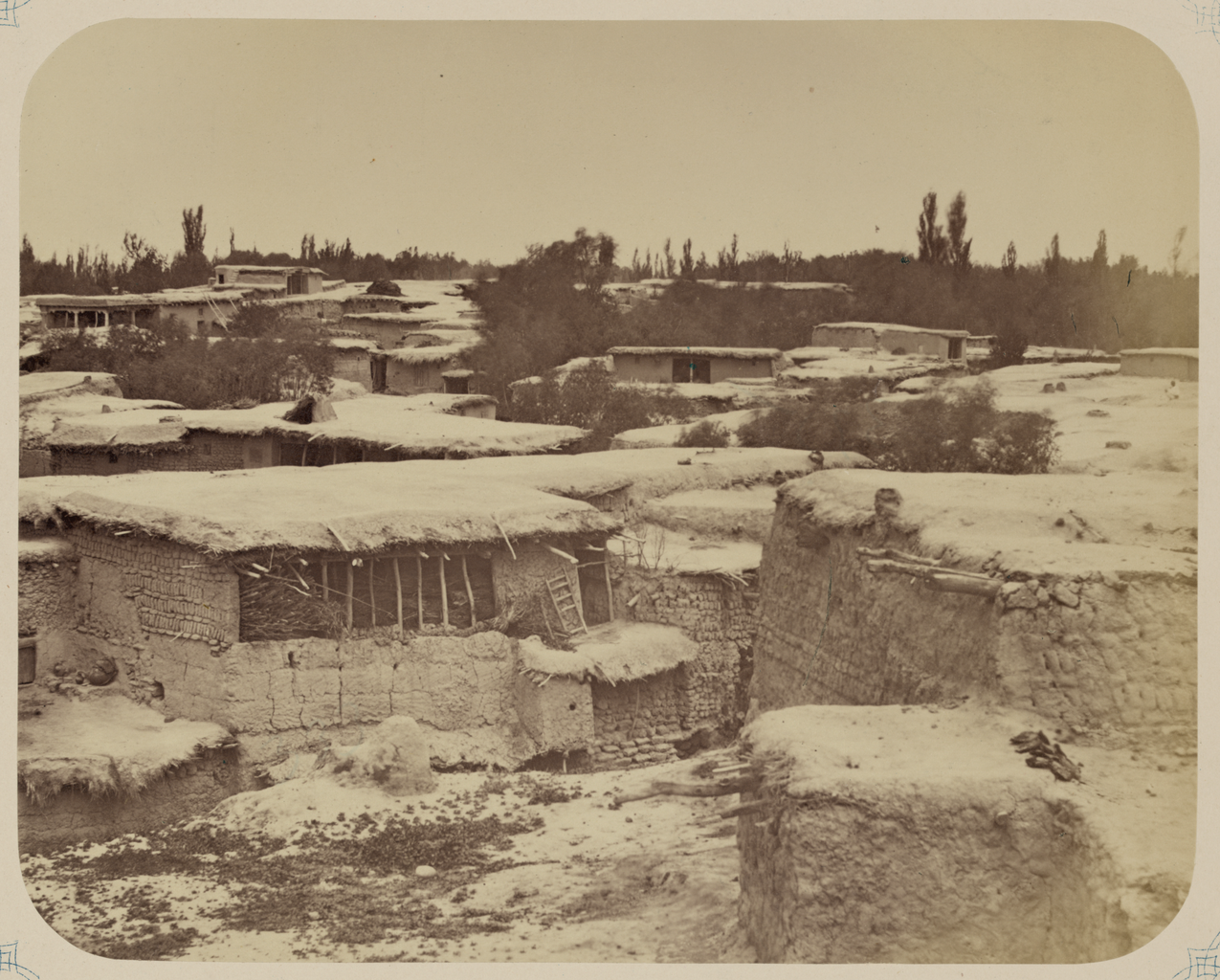
Сырдарьинская область. Кишлак Манкент. Местность Чаарбаглык
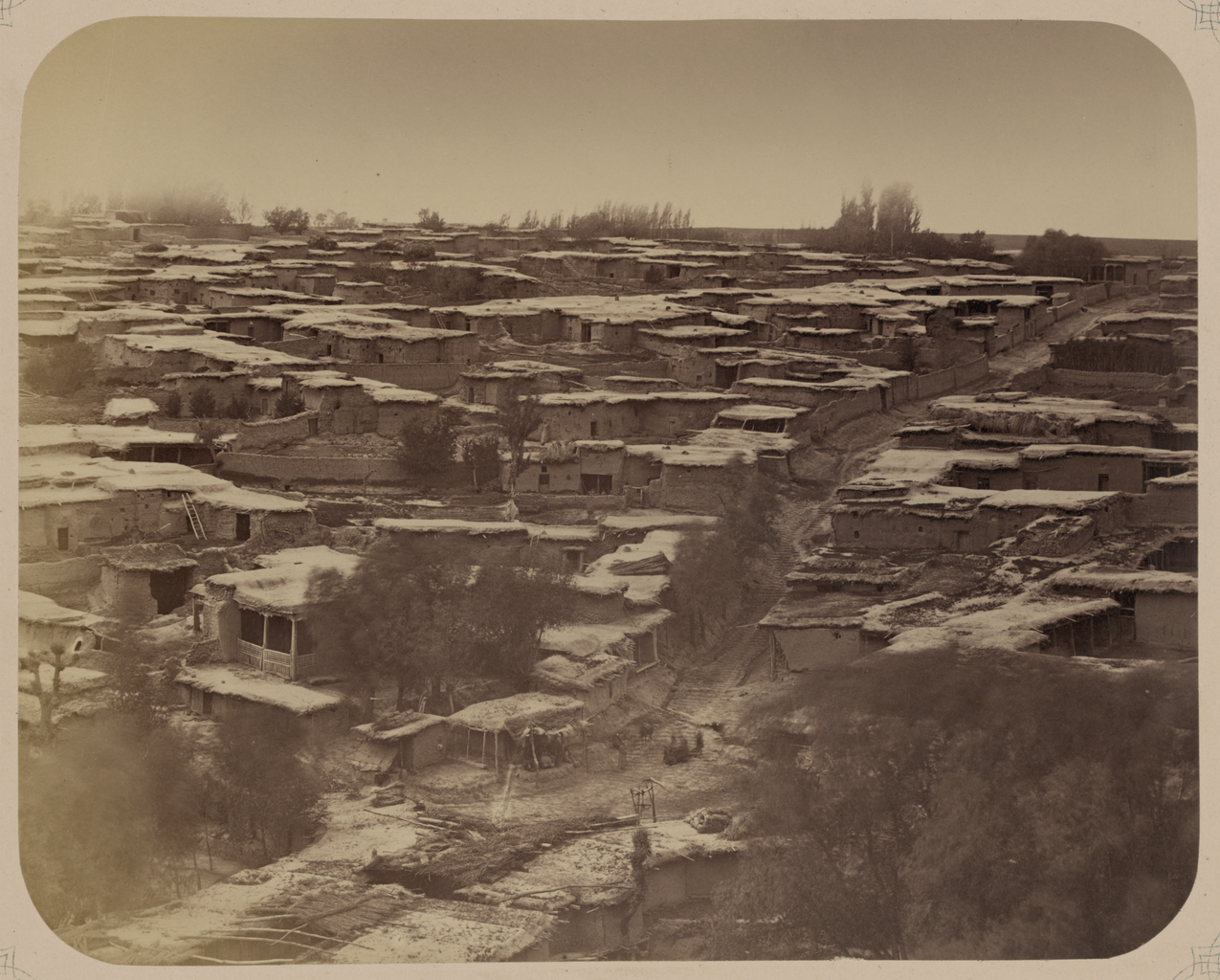
Сырдарьинская область. Город Манкент. Местность Чешме-Баши между 1865 и 1872 годами.
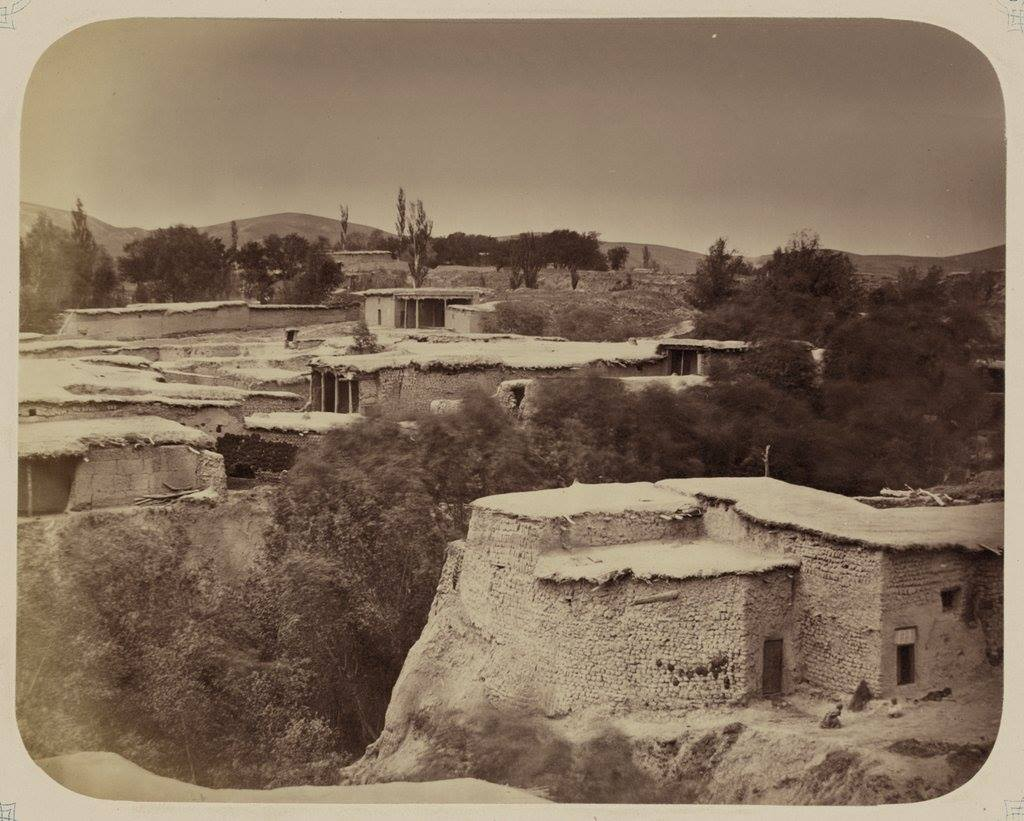
1910 Кишлак Манкент Местность Тахчилык